# 松井和彦
松井 和彦（まつい かずひこ、1970年2月  - ）は、日本の法学者。大阪大学大学院高等司法研究科教授。専門は民法。特に契約解除・履行停止権が研究対象。

## 経歴
- 1970年 - 富山県富山市出身。
- 1992年 - 金沢大学法学部法学科卒業。
- 1994年 - 金沢大学大学院法学研究科修士課程法律学専攻修了。
- 1997年 - 一橋大学大学院法学研究科博士課程民事法学専攻修了、法学博士。
- 1997年 - 広島修道大学法学部専任講師。
- 1998年 - 広島修道大学法学部助教授。
- 2001年 - 金沢大学法学部助教授。
- 2004年 - 金沢大学大学院法務研究科助教授。
- 2007年 - 大阪大学大学院法学研究科准教授。
- 2009年 - 大阪大学大学院高等司法研究科准教授。
- 2014年 - 大阪大学大学院高等司法研究科教授。

## 著作
- 国立情報学研究所収録論文国立情報学研究所
- 契約の危殆化と債務不履行 (有斐閣 2013/10)